# 灯台見回り船

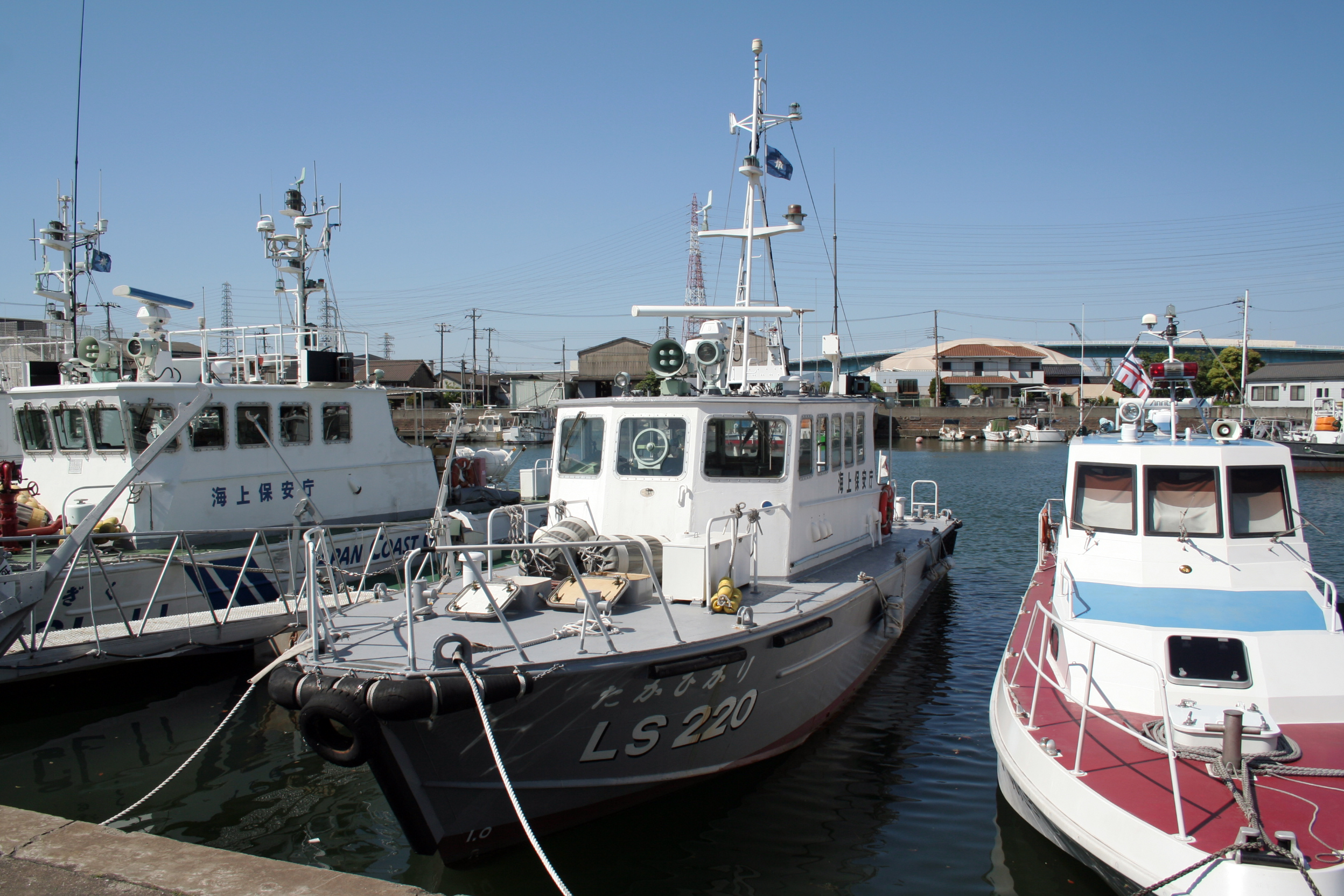
LS220「たかひかり」（はつひかり型4番艇）

灯台見回り船（とうだいみまわりせん）または灯台巡視船（とうだいじゅんしせん）、灯台補給船（とうだいほきゅうせん）とは、灯台のメンテナンスを任務とする船舶である。灯台設備の消耗品の補充や、点検修理、灯台守への生活物資の補給などを行う。

## 概要
灯台の光（ひかり・こう）に由来して、船名には「ひめひかり」や「かいこう」などが用いられたり、「雲」に因んだ船名を命名される(「ずいうん」ら「はくうん」など)事が多い。例外として「羅州丸」や「宗谷」がある。
現在の日本では海上保安庁に所属し、主に陸からたどり着けない場所にある灯浮標などの航路標識の点検整備を主な任務とする。排水量50トン以上を LM、未満を LSとして分類する。500トン以上では LL となるが、海上保安庁では設標船と航路標識測定船に分類される。L は Light-House Service vessel の頭文字で、LMのMはMiddle、LSのSはSmallを意味する。主に大型の船は南西諸島などの遠洋で、中型の船は離島や沿岸で、小型の船は港湾周辺で活動する。